# Girella (gènere)

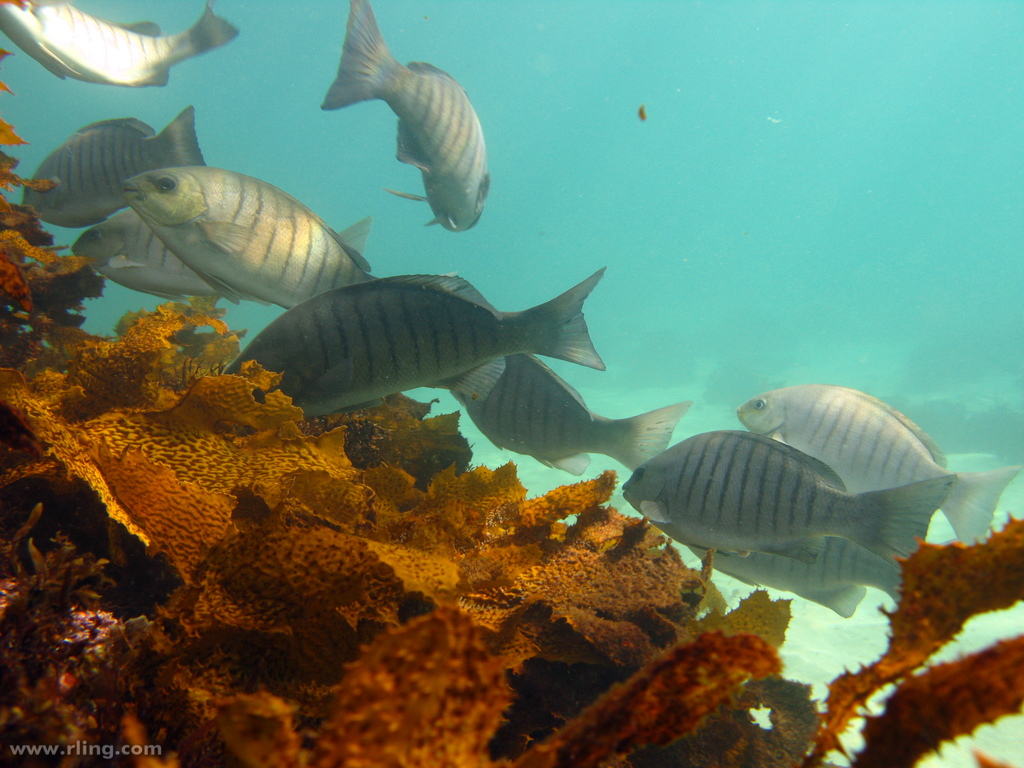
Mola de Girella tricuspidata a Nova Gal·les del Sud (Austràlia)

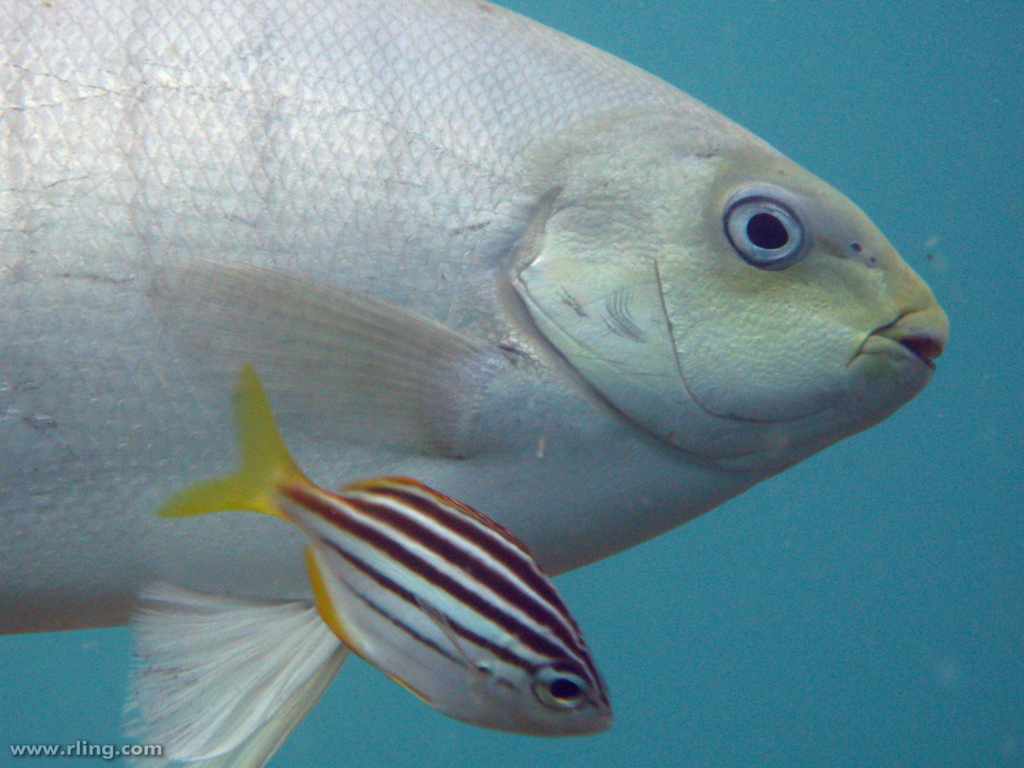
De dalt a baix: Girella tricuspidata i Atypichthys strigatus

Girella és un gènere de peixos pertanyent a la família dels kifòsids.

## Descripció
- Cos ovalat i moderadament comprimit.
- Cap curt, llavis gruixuts i boca petita i quadrada.
- Sense dents al centre del sostre de la boca.
- Aleta dorsal amb XII-XIV espines i 10-21 radis.
- Les aletes presenten espines curtes i gruixudes.
- Escates al cap i les aletes.
- Aleta caudal que varia de recta a lleugerament còncava.[2]

## Distribució geogràfica
Es troba a les aigües subtropicals i temperades del Pacífic, l'Índic oriental i l'Atlàntic occidental.

## Taxonomia
- Girella albostriata (Steindachner, 1898)[3]
- Girella cyanea (Macleay, 1881)[4]
- Girella elevata (Macleay, 1881)[4]
- Girella feliciana (Clark, 1938)[5]
- Girella fimbriata (McCulloch, 1920)[6]
- Girella freminvillii (Valenciennes, 1846)[7]
- Girella leonina (Richardson, 1846)[8]
- Girella mezina (Jordan & Starks, 1907)[9]
- Girella nebulosa (Kendall & Radcliffe, 1912)[10]
- Girella nigricans (Ayres, 1860)[11]
- Girella punctata (Gray, 1835)[12]
- Girella simplicidens (Osburn & Nichols, 1916)[13]
- Girella stuebeli (Troschel, 1866)[14]
- Girella tephraeops (Richardson, 1846)[15]
- Girella tricuspidata (Quoy & Gaimard, 1824)[16]
- Girella zebra (Richardson, 1846)[15]
- Girella zonata (Günther, 1859)[17][18][19][20][21][22][23]